# 河野村 (福井県)

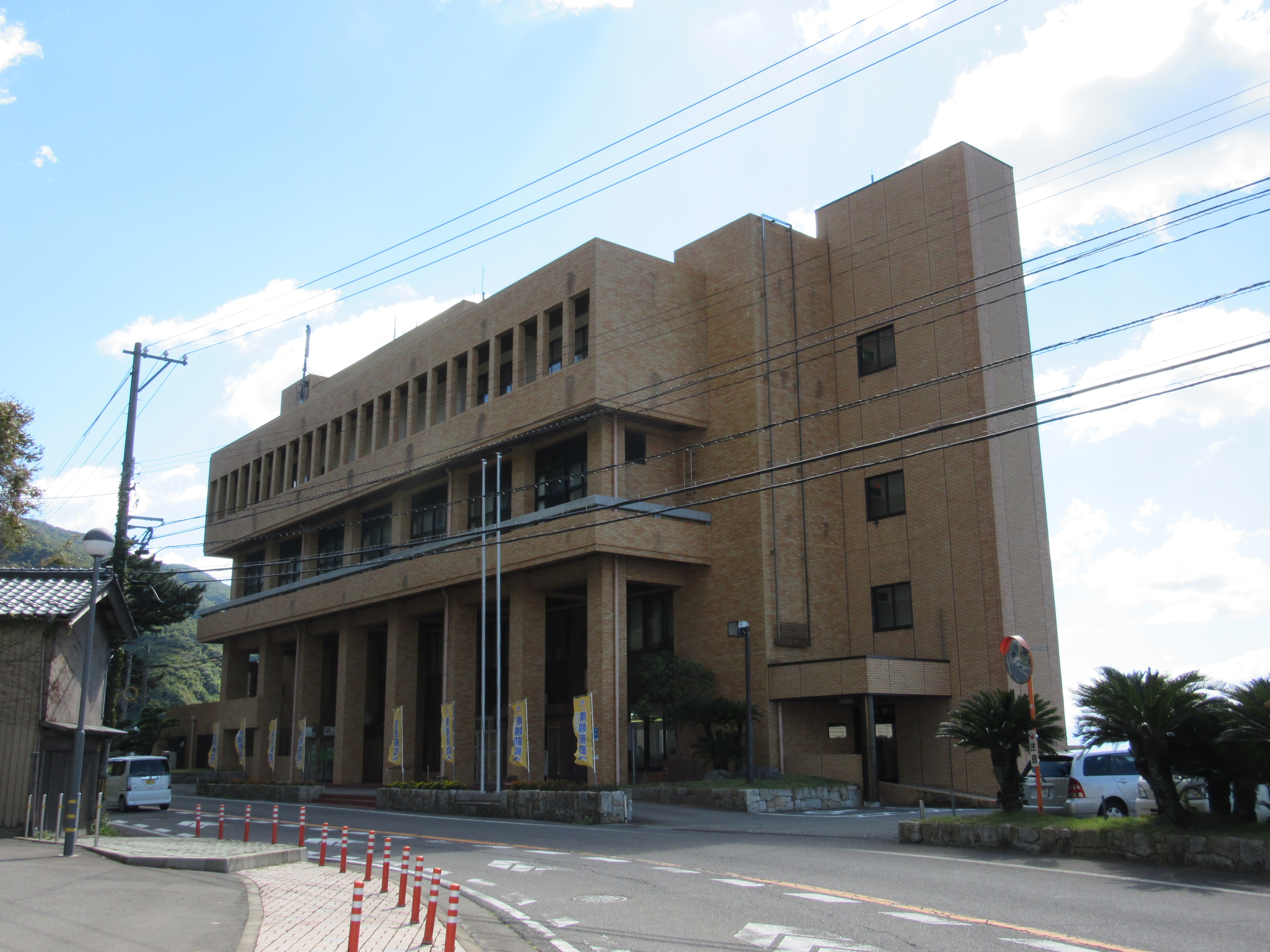
南越前町河野住民センター
（旧河野村役場）

河野村（こうのむら）は、福井県の中央部にかつて存在した村。
2005年1月1日、同じ南条郡にあった南条町、今庄町と合併して南越前町が新設されると同時に廃止となった。

## 地理・交通
西側が日本海（若狭湾）に面しており、海岸と山地の狭い間に集落が並んでいる。
武生市（現在の越前市）から敦賀市に向けて国道8号が通じており、そこから北へ向けて国道305号が抜けている。その2路線を海岸経由で短絡する一般有料道路の河野海岸有料道路（越前・河野しおかぜライン）もある。現在は無料化している。

## 歴史
- 1889年（明治22年）4月1日 - 町村制の施行により、糠ノ浦、八田村、甲楽城浦、今泉浦、河野浦、大良浦、大谷浦、菅谷村、河内村、赤萩村及び具谷村の区域をもって、河野村が発足する。
- 1924年（大正13年）12月17日 - 糠ノ浦の沖合で日本海軍の工作艦「関東」が暴風雨のため沈没。死者97人[1]。
- 2005年（平成17年）1月1日 - 南条町、今庄町及び河野村が合併して、南越前町が発足する。

## 経済
農業
『大日本篤農家名鑑』によれば河野村の篤農家は、「岡本権助、中村三之丞、刀禰勇助、刀禰三槐、右近善作、瀬戸環、川崎由太郎、近藤太郎左衛門、北野五右衛門、宮川彌三兵衛、新谷岩吉、岡村三郎右衛門、堂森仁太郎」などである。

## 行政
- 合併時の村長：川野順万

## 教育
- 河野村立河野小学校
- 河野村立河野中学校

## 出身人物
- 十代目右近権左衛門（実業家） - 日本海上保険社長。
- 十一代目右近権左衛門（実業家） - 日本火災海上保険会長。